# Pamela Adie
Pamela Adie es una activista por los derechos LGBT, oradora, guionista y cineasta nigeriana. Pamela es aclamada como una destacada oradora pública que aboga por la comunidad LGBTQ y, a menudo, ha alzado su voz sobre el empoderamiento de la comunidad LGBTQ en Nigeria. Su investigación y trabajos sobre los derechos LGBT en Nigeria han aparecido en varias series de antologías LGBT. Ella saltó a la fama con su debut como directora de Under the Rainbow, que refleja sus memorias personales. Su producción Ìfé se considera la primera película lésbica de Nigeria. Es la directora ejecutiva de la organización no gubernamental Equality Hub.

## Biografía
Aunque estaba casada con un hombre, reveló que era abiertamente lesbiana en un anuncio hecho en 2011 después de discutir con los miembros de su familia. Ella es oriunda de Calabar, Cross River.

## Carrera
Pamela obtuvo su título de Maestría en Administración de Empresas en la Universidad Webster y completó su maestría en la Universidad de Baltimore. Obtuvo su licenciatura en administración de empresas de la Universidad de Wisconsin-Superior.
Siguió su carrera como defensora de los derechos LGBT y se convirtió oficialmente en la primera activista lesbiana de Nigeria. También asistió al Foro Económico Mundial en 2017 y habló en la edición inaugural de "Meet Leading LGBT Rights Activists".  En el foro, también se refirió a la importancia de incluir a las personas LGBT en el lugar de trabajo.
Escribió, dirigió y produjo el primer documental de Nigeria centrado en las lesbianas, titulado Under the Rainbow (2019), que se centra principalmente en su vida personal. En 2019, fue nominada y preseleccionada entre diez nominados para la edición inaugural del Premio Mary Chirwa que se inició en 2018. Se le confirió la nominación en reconocimiento a su valiente liderazgo.

### Ìfé
Adie fue la productora de la película Ìfé (que significa "amor" en lengua yoruba) que dirigió el director Uyaiedu Ikpe-Etim. Narra la historia de dos mujeres que se enamoran mientras pasan tres días juntas. La película está considerada como el primer largometraje lésbico de Nigeria y también surgieron preocupaciones sobre la censura debido al género de la película. Sin embargo, el estreno de la película se retrasó debido a problemas de censura y Adie, junto con el director de la película, fueron amenazados por las autoridades con un posible encarcelamiento por su intención de estrenar la película a nivel internacional.